# Aéroport du Havre-Octeville

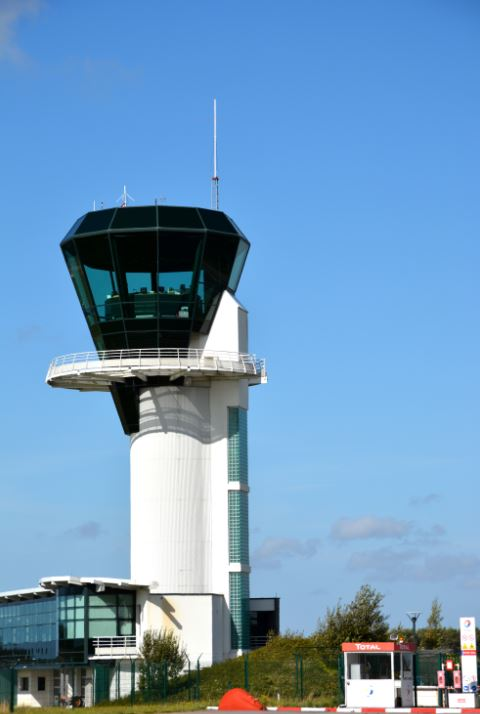
La tour de contrôle de l'aéroport du Havre.

Ne doit pas être confondu avec Aérodrome du Havre - Saint-Romain-de-Colbosc.
L'aéroport du Havre-Octeville (code IATA : LEH • code OACI : LFOH) est un aéroport situé au nord-ouest du Havre à cheval sur cette commune et la commune d'Octeville-sur-Mer. Il est géré par la Société d’Exploitation de l'Aéroport Le Havre-Octeville (SEALHOC) depuis le 1er janvier 2022 par une délégation de service public passée par la communauté urbaine Le Havre Seine Métropole, propriétaire de l'aéroport.
L'aéroport du Havre est le 4e aéroport normand derrière l'aéroport de Caen, de loin le 1er en termes de passager transporté[Quoi ?] et de Deauville et Rouen, respectivement 2e et 3e.

## Histoire
En 2009, le magazine Air et Cosmos publie l'article "la nouvelle carte du ciel régional" dans laquelle il apparait évident que l'aéroport d'Octeville ne joue pas un rôle majeur en Normandie.
La fréquentation de l'aéroport est passée de 56 486 passagers en 2009 à 13 000 passagers en 2013, en raison de sa proximité avec l'aéroport de Deauville-Normandie.
En 2011, l'aéroport d'Octeville est déficitaire de 700,000 €. En août 2012, la communauté d’agglomérations[Combien ?] du Havre (CODAH) confie la gestion de l'aéroport d'Octeville, dont elle est propriétaire, au groupe SNC-Lavalin, gestionnaires[Combien ?] d’aéroports. Après le départ de Twin Jet de l'aéroport en 2012 et l'arrivée de Ryanair à l'aéroport de Deauville en 2014, l'activité commerciale de l'aéroport d'Octeville est fortement remise en question : Il devient difficile de concurrencer Deauville avec Ryanair, et la CODAH refuse de subventionner de nouvelles lignes commerciales.
On lui réserve plusieurs avenirs : la déconstruction du terminal passagers ou en faire un aéroport d'affaires, contrairement à l'aéroport de Deauville-Normandie, qui dans ce cas serait un aéroport accueillant uniquement des vols charters. En 2015, une association nommée "Pas de port sans aéroport" a été créée pour lutter contre la destruction de l'aéroport.[réf. souhaitée]
En juin 2016, le contrôleur tour a été remplacé par un agent AFIS et la CTR a été déclassée en espace aérien G. De plus, L'ILS piste 22 est définitivement hors service[réf. nécessaire]. Pourtant, le trafic passagers a plus que doublé entre 2015 et 2016.
L'aéroport finit par se maintenir en se positionnant sur des offres "vols vacances".
En 2017, quelque 10.000 passagers transitèrent par la plateforme du Havre, soit une augmentation de la fréquentation de 19% par rapport à 2016.

## Situation
| \| 20 km1:570 000 \| Étrépagny Bernay · Saint-Martin Saint-André · de-l'Eure BAN Évreux-Fauville Alençon · Valframbert Argentan Bagnoles-de-l'Orne Flers · Saint-Paul L'Aigle · Saint-Michel Mortagne · au-Perche Avranches · Le Val-Saint-Père Lessay Cherbourg Granville · Mont-Saint-Michel Caen · Carpiquet Deauville Falaise · Mont d'Eraines Eu - Mers - Le Tréport Dieppe · Saint-Aubin Saint-Valery · Vittefleur Havre · St-Romain-de-Colbosc Rouen · Vallée Seine Havre · Octeville |
| 20 km1:570 000 |

## Activités

### Aujourd'hui
L'aéroport du Havre-Octeville est essentiellement utilisé pour des vols charters nationaux et européens. De nombreuses destinations de vacances sont proposées chaque année (Tunisie, Baléares, Portugal, Grèce, Bulgarie, etc.) grâce aux agences de voyages locales qui affrètent les avions.
L'aéroport du Havre-Octeville est la base des hélicoptères des douanes, de la sécurité civile et de la station de pilotage du port du Havre. Il accueille également une activité loisir.
L'aéroport du Havre-Octeville sert également d'aéroport d'entrainement pour les Falcon de l'armée Française et pour la patrouille de France.
L'aéroport du Havre-Octeville est le siège de la compagnie d'affaires Phénix aviation.
À la suite d'un appel d'offres de 2019, la compagnie Twinjet a été retenue par les ports autonomes de Saint-Nazaire et du Have pour le rapatriement des équipages de porte-conteneurs. Les liaisons se font 2 à 4 fois par mois (données 2021) en Beechcraft 1900D en 45 minutes.

### Hier
L'activité commerciale de l'aéroport du Havre a été riche.
- Début des années 1930, Air Union desservait Paris-Le Bourget en 1h15[6].
- Début des années 1970, Air Paris desservait Londres et Paris-Orly[7], Rousseau Aviation desservait Lille et Nantes[8].
- Dans les années 1980, Brit Air desservait Londres, Caen, Lyon[9]. Air Vendée desservait Nantes en 50 minutes et Londres ou Bruxelles (1 heure de route en Swearingen Métro)[10], Air Littoral desservait Lyon milieu des années 1980[11].
- Dans les années 1990, Brit Air desservait Caen, Rennes, Londres et Lyon au départ du Havre. En octobre 1999, le groupe Air France supprimait les lignes Le Havre - Brest, Le Havre - Birmingham, Le Havre - Amsterdam, Le Havre - Bruxelles, Le Havre - Caen, Le Havre - Rennes, Le Havre - Lyon et Le Havre - Londres/Gatwick[12].
- Dans les années 2000, Brit Air (fin d'exploitation décembre 2009) puis Chalair Aviation (fin d'exploitation septembre 2013) et enfin Twin Jet (fin d'exploitation 1 août 2014[13]) ont assuré la ligne vers Lyon (avec escale par Rouen pour Brit Air). En janvier 2005, la compagnie Champagne Airlines exploitait un service régulier quotidien vers Toulouse.

L'aéroport du Havre-Octeville a été le siège de la compagnie Air Normandie.

## Compagnies aériennes et destinations
- Twin Jet : Navettes vers l'Aéroport de Saint-Nazaire, 2 à 4 fois par mois pour le rapatriement des équipages de porte-conteneurs.

## Statistiques
Évolution du trafic passagers
Pour des raisons techniques, il est temporairement impossible d'afficher le graphique qui aurait dû être présenté ici.

Voir la requête brute et les sources sur Wikidata.
| Année | Passagers |
| ----- | --------- |
| 1997  | 110 880   |
| 1998  | 115 885   |
| 1999  | 139 575   |
| 2000  | 118 572   |
| 2001  | 60 409    |
| 2002  | 50 450    |
| 2003  | 65 166    |
| 2004  | 52 187    |
| 2005  | 51 537    |
| 2006  | 52 315    |
| 2007  | 65 027    |
| 2008  | 56 486    |
| 2009  | 51 802    |
| 2010  | 44 017    |
| 2011  | 29 195    |
| 2012  | 23 934    |
| 2013  | 13 607    |
| 2014  | 10 762    |
| 2015  | 6 245     |
| 2016  | 11 063    |
| 2017  | 13 205    |
| 2018  | 6 491     |
| 2019  | 7 179     |
| 2020  | 1 433     |
| 2021  | 2 638     |
| 2022  | 7 039     |
| 2023  | 10 607    |
| 2024  | 9 487     |

## Aviation sportive et de loisir
- Abeille Parachutisme
- Aéroclub Jean Maridor
- ULM76

## Équipements
- Rampe d'approche de 420 mètres
- 2 voies de circulations (taxiway) : dont 1 d'une longueur de 950 m, largeur 25 m relayée au seuil 22 de la piste principale
- 28 600 m² d'aires de stationnement
- Service de contrôle aérien ouvert de 5 h 30 à 22 h 30 (hors dimanche ; extension sur demande)
- Balisage lumineux haute intensité, PAPI en 04 et en 22
- Ravitaillement en carburant JET A1 - AVGAS 100 LL
- Stockage 150 000 litres (Air Total)
- Service sécurité incendie catégorie 7

## Accès à l'aéroport
L'aéroport du Havre-Octeville propose un parking gratuit aux voyageurs.

## Galerie

### Photographies

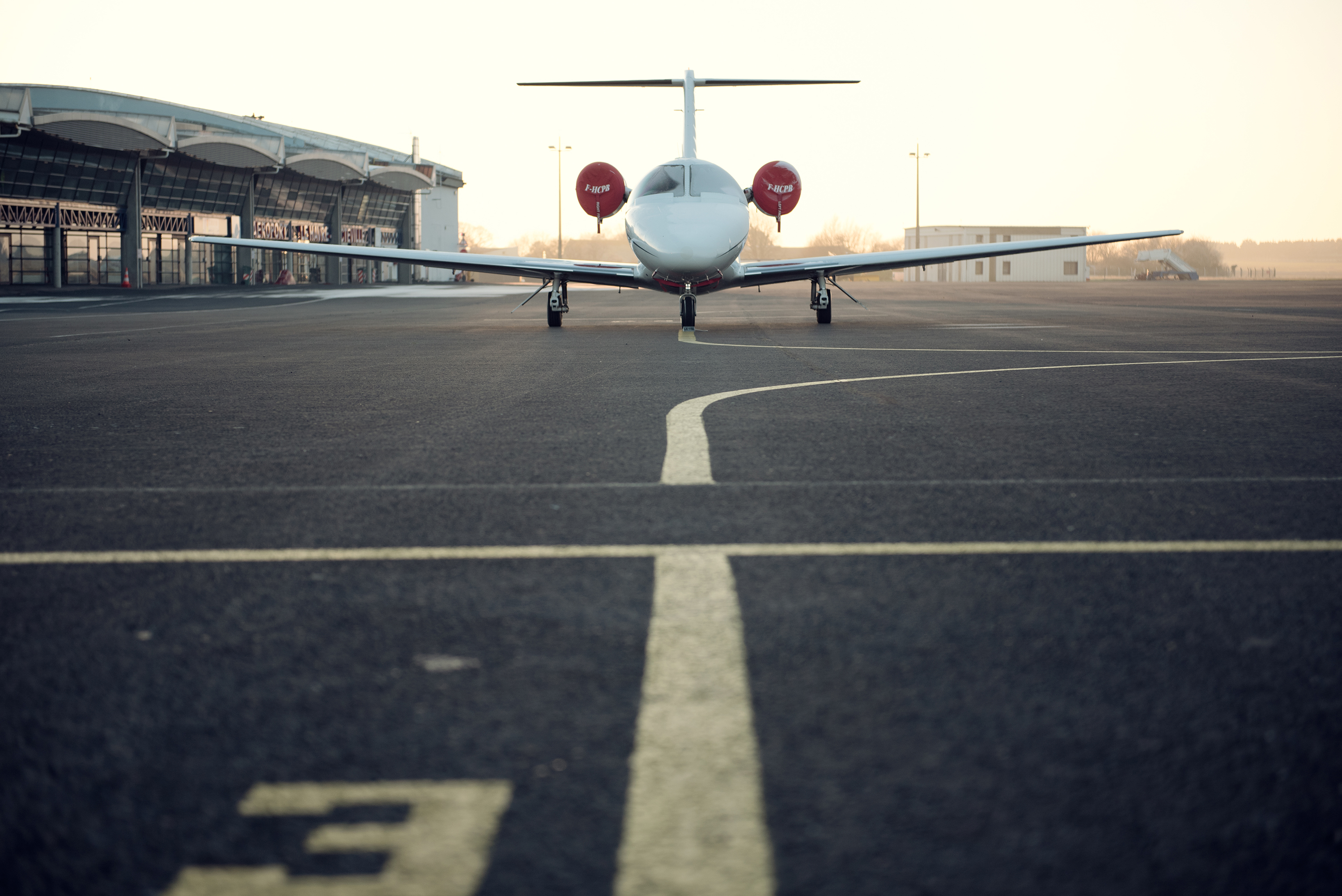
Aérogare du Havre Octeville et aviation d'affaires en 2017
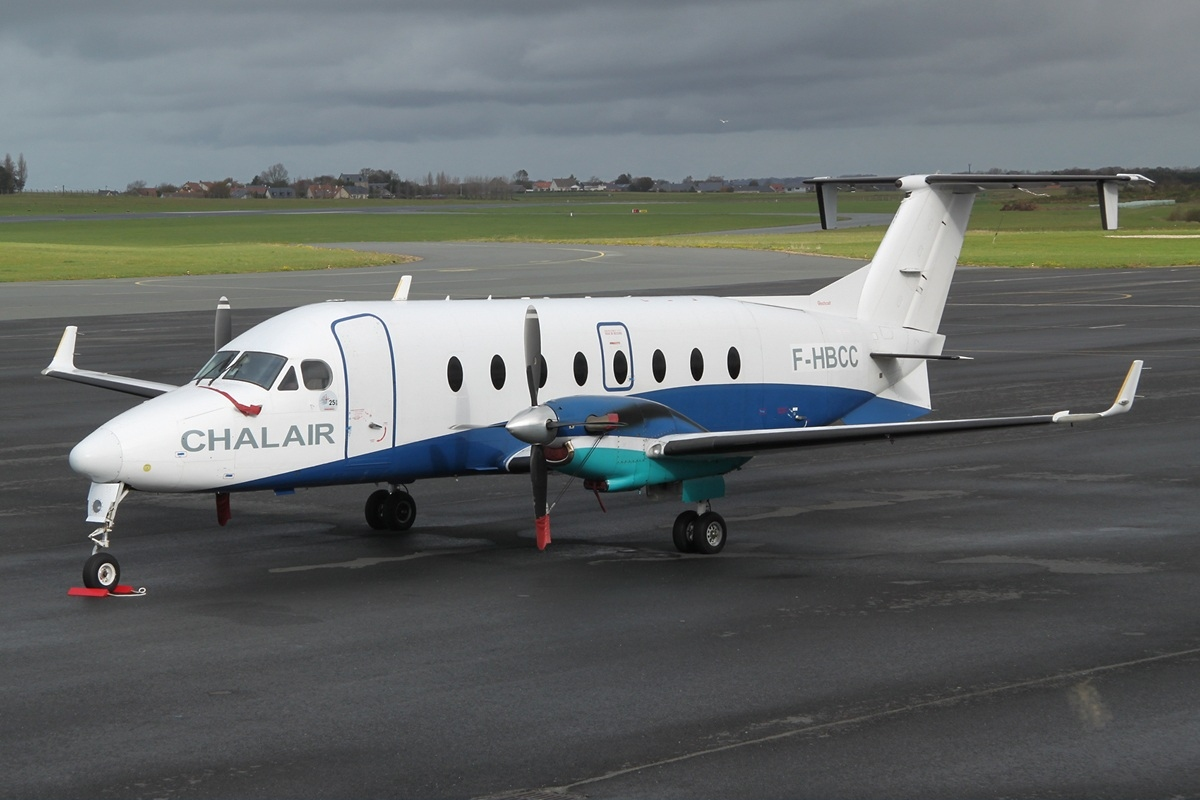
Beechcraft 1900D Airliner de Chalair en 2011

### Logos

Logo en 2012
Logo en 20219
Logo 2022 by SEALAR
Logo sous Edeis Concessions